# 2024-es WTA Finals
A 2024-es WTA Finals a WTA által évente megrendezett, világbajnokságnak is nevezett tenisztorna, amelyen az aktuális WTA-világranglista első hét helyezettje, valamint a 8–20. hely valamelyikén álló, adott évi Grand Slam-tornagyőztes vehet részt. A torna a versenyévad záró eseménye, amelyet 1972 óta rendeznek meg. Egyéniben ez az 53. verseny, míg a párosok ebben az évben 48. alkalommal mérkőznek. A tornára 2024. november 2–9. között Szaúd-Arábiában, Rijádban kerül sor.
Oroszország és Fehéroroszország versenyzői az országuk ellen életbe léptetett szankciók miatt csak saját nevükben indulhatnak a tornákon, az ország feltüntetése nélkül.
A tornára az egyéni világranglista első hét helyezettje, valamint a 8–20. hely valamelyikén álló, adott évi Grand Slam-tornagyőztes szerzett kvalifikációt. Párosban a világranglista első hét párja, valamint a 8–20. hely valamelyikén álló, adott évi Grand Slam-tornagyőztes-pár kapott meghívást. Sérülés vagy egyéb okból távolmaradás esetén a világranglista következő helyezettje kap jogot a részvételre. A győztes a jelentős pénzdíjazás mellett egyéniben a Billie Jean King-trófeát, párosban a Martina Navratilova-trófeát kapja.
2024-ben a torna összdíjazása 15 250 000 amerikai dollár, amely jelentősen meghaladja az előző évi 9 000 000 dolláros díjalapot.
Jasmine Paolini és Cseng Csin-ven először vesz részt egyéniben az év végi világbajnokságon. Jasmine Paolini egyéniben és párosban is kvalifikálta magát a tornára.
A címvédő egyéniben a lengyel Iga Świątek, aki a 2023. évi döntőben 6–1, 6–0 arányban győzött az amerikai Jessica Pegula ellen. Świątek ebben az évben már a csoportkörből nem jutott tovább. A győzelmet az amerikai Cori Gauff szerezte meg, aki a döntőben 3–6, 6–4, 7–6(2) arányban legyőzte a kínai Cseng Csin-vent. A cím megszerzése során legyőzte a világranglista első és második helyezettjét, Szabalenkát és Świąteket is.
A párosok versenyén a címvédő a német Laura Siegemund és az orosz Vera Zvonarjova párosa volt. Ebben az évben azonban nem szereztek kvalifikációt a tornára. Ebben az évben a győzelmet a Gabriela Dabrowski–Erin Routliffe kanadai–új-zélandi páros szerezte meg, miután a döntőben 7–5, 6–3 arányban legyőzték a cseh Kateřina Siniaková és az amerikai Taylor Townsend párosát.

## A kvalifikáció
Az egyéni versenyre az a hét játékos szerezhetett indulási jogot, aki az adott versenyév folyamán a WTA pontversenyén az előzetesen meghatározott 16 tornát figyelembe véve a legtöbb pontot szerezte. A 16 tornába az alábbiak számítottak bele: a négy Grand Slam-torna, a négy kötelező WTA 1000 torna, az öt nem kötelező WTA 1000 torna közül a két legjobb eredmény, valamint a többi versenyen szerzett pontok közül a hat legjobb. Ennek az úgynevezett race pontversenynek a győztese ebben az évben Arina Szabalenka lett, ő az egyéni verseny első kiemeltje. Nyolcadik versenyzőként a világranglista 9–20. helyezettje között legmagasabban rangsorolt, az évben Grand Slam-tornát nyert versenyző kapott meghívást.
A páros versenyen az év során az adott pár által elért 11 legjobb eredményt vették figyelembe. Az egyéni kvalifikáció szabályaival ellentétben a párosoknál nem volt kötelező sem a Grand Slam-tornák, sem a WTA 1000 versenyek beszámítása. A párosoknál is a világranglista első hét helyezett párosa indulhat, nyolcadik párosként a ranglista 9–20. helyezettje között legjobb helyezést elért, az évben Grand Slam-tornát nyert páros kapott meghívást.

## A lebonyolítás formája
Az egyéni versenyen a nyolc résztvevőt két négyes csoportba sorsolják, ahol körmérkőzést játszanak egymással. A csoportok első két helyezettje jut az elődöntőbe. Az elődöntőben a csoportelsők a másik csoport második helyezettjével játszanak a döntőbe jutásért. A döntőt a két elődöntő győztese vívja. A párosok versenye ugyanabban a formában zajlik, mint az egyéni verseny.
A helyezések eldöntése holtverseny esetén a körmérkőzéses szakaszban
Az első két helyet érintő helyezések az alábbi sorrend figyelembevételével dőlnek el két vagy három játékos holtversenye esetén:
- 1. Három játékos holtversenye esetén aki csak két mérkőzést játszott, automatikusan kiesik a továbbjutásból.
- 2. A szettgyőzelmek magasabb száma.
- 3. A játszmagyőzelmek magasabb száma
- 4. A megnyert szettek magasabb százaléka dönt.
- 5. Ha ez is egyenlő, akkor a megnyert játszmák magasabb százaléka dönt.

## A díjalap és a ranglistapontok
A 2024. évi WTA Finals díjalapja 15 250 000 amerikai dollár, amely az előző évit 69,4%-kal haladja meg. A díjalap elosztását, valamint a versenyen szerezhető pontokat a táblázat mutatja.
| Eredmény                                     | Egyéni           | Páros         | Pontok   |
| -------------------------------------------- | ---------------- | ------------- | -------- |
| Győztes                                      | KM1 + $2 500 000 | KM + $520 000 | KM + 900 |
| Döntős                                       | KM + $1 270 000  | KM + $255 000 | KM + 400 |
| Körmérkőzéses szakaszban győzelmenként       | +$350 000        | +$70 000      | +200     |
| Részvételi díj minden résztvevőnek (maximum) | $335 000         | +$140 000     |          |
| Részvételi díj tartalékoknak (maximum)       | $250 000         | +$106 000     |          |

- 1 KM – a körmérkőzések során szerzett díjakat, illetve pontokat jelzi.

A fentiek alapján ha a torna győztese veretlenül, minden mérkőzését megnyerve szerzi meg az elsőséget, akkor egyéniben 5 155 000 dollárt, párosban a csapat 1 125 000 dollárt kap, illetve személyenként 1500 ranglistapontot szerez.
A részvételi díj lejátszott mérkőzésenként arányos, ha valaki a torna folyamán visszalép: 1 mérkőzés egyéniben 225 000, párosban 94 000; két mérkőzés egyéniben 275 000, párosban 116 000; három mérkőzés egyéniben 335 000, párosban 140 000 dollár.
A tartalékok esetében is differenciálás van attól függően, hogy sor kerül-e a játékukra, vagy nem. Ha nem játszanak egyetlen mérkőzést sem, akkor egyéniben 140 000, párosban 60 000 dollárt kapnak; 1 mérkőzés esetén egyéniben 200 000, párosban 84 000; 2 mérkőzés esetén egyéniben 250 000, párosban 106 000 dollár a díjazásuk.

## Egyéni

### Kvalifikációt szerzett versenyzők
| # | Versenyző          | Pont | Kvalifikáció dátuma |
| - | ------------------ | ---- | ------------------- |
| 1 | Iga Świątek        | 9016 | augusztus 6.        |
| 2 | Arina Szabalenka   | 7970 | szeptember 5.       |
| 3 | Cori Gauff         | 5230 | október 14.         |
| 4 | Jasmine Paolini    | 5144 | október 14.         |
| 5 | Jelena Ribakina    | 4971 | október 14.         |
| 6 | Jessica Pegula     | 4705 | október 14.         |
| 7 | Cseng Csin-ven     | 4540 | október 16.         |
| 8 | Barbora Krejčíková | 2814 | október 16.         |

Arina Szabalenka 2024-es főbb eredményei: 4 tornagyőzelem, 3 döntő, 1 elődöntő és 5 negyeddöntő. Győzött az Australian Openen és a US Openen, a WTA 1000-es Cincinnati Open és a Wuhan Openen; döntőt játszott a WTA1000-es Madrid Openen, az Italian Openen és a WTA 500-as Brisbane International tornákon. Elődöntős volt a Citi Openen, és negyeddöntőt játszott a Roland Garroson, a WTA 1000-es Canadian Openen, a China Openen, valamint Stuttgartban és Berlinben.
Iga Świątek 2024-ben 5 tornagyőzelem, 1 döntő, 2 elődöntő és 1 negyeddöntő. Győzött a Roland Garroson, és négy WTA 1000-es tornán: Indian Wellsben, Madridban, Rómában és Dohában. Döntőt játszott a United Cupon, elődöntős volt a WTA 1000-es Cincinnati Openen és Dubajban. A negyeddöntőben szerepelt a US Openen.
Cori Gauff 2024-es főbb eredményei: 2 tornagyőzelem, 6 elődöntő és 1 negyeddöntő. Győzött a WTA 1000-es China Openen és Aucklandban. Elődöntős volt az Australian Openen és a Roland Garroson, WTA 1000-es tornákon Indian Wellsben és Rómában, valamint Vuhanban és Berlinben. A negyeddöntőig jutott Dubajban.. 
Jasmine Paolini 2024-ben 1 győzelem, 2 döntő, 1 elődöntő, 2 negyeddöntő. Győzött egy WTA1000-es tornán Dubajban. Döntős volt a Roland Garroson és Wimbledonban, elődöntőig jutott Eastbourne-ben, és negyeddöntős volt Vuhanban és Stuttgartban. Először kvalifikálta magát a WTA Finals versenyzői közé.
Jelena Ribakina 2024-ben: 3 tornagyőzelem, 2 döntő, 2 elődöntő, 4 negyeddöntő. Győzött Brisbane-ben, Abu Dzabiban és Stuttgartban. Döntőt játszott WTA 1000-es tornákon, a Miami Openen és Dohában. Elődöntős volt Wimbledonban és Madridban. Negyeddöntőt játszott a Roland Garroson, Dubajban, Adelaide-ben és Berlinben.
Jessica Pegula 2024-es főbb eredménye 2 győzelem, 2 döntő, 3 elődöntő és 1 negyeddöntő. Győzött a WTA 1000-es Canadian Openen, valamint Berlinben. Döntőt játszott a US Openen és Cincinnatiban. Elődöntős volt Adelaide-ben, San Diegóban és Charlestonban. Negyeddöntőt játszott a WTA 1000-es Miami Openen. 
Cseng Csin-ven 2024-es eredménye 2 győzelem, 2 döntő, 1 elődöntő és 4 negyeddöntő. Megnyerte az oszakai és a palermói tornát, döntőt játszott az Australian Openen és Vuhanban.  elődöntőt játszott a WTA 1000-es China Openen. Negyeddöntős volt a US Openen, a WTA 1000-esen Rómában, valamint Dubajban és a United Cup-on. Először kvalifikálta magát a WTA Finals versenyzői közé.
Barbora Krejčíková 2024-es főbb eredményei: 1 győzelem és 4 negyeddöntő. Megnyerte a wimbledoni teniszbajnokságot, a negyeddöntőig jutott az Australian Openen, Abu Dzabiban, Ningpóban és  Birminghamben. Csak 13. a világranglistán, de wimbledoni trófeája révén meghívást kapott. Először vesz részt ténylegesen a WTA Finals tornán, az előző évben tartalékként volt jelen, de nem jutott játéklehetőséghez.
Negyedszer kvalifikálta magát az év végi világbajnokságra Iga Świątek és Arina Szabalenka; harmadik alkalommal vesz részt a tornán Jessica Pegula és Cori Gauff, második alkalommal résztvevő Jelena Ribakina, és első alkalommal indulhat a világ legjobb nyolc teniszezőnőjének egyéni versenyén Jasmine Paolini, Cseng Csin-ven és Barbora Krejčíková. Utóbbi az előző évi tornán tartalékként vehetett részt, de játékára nem került sor.
- Iga Świątek korábbi világelső, 2024-ben a Roland Garros, valamint öt WTA1000-es torna győztese
- Arina Szabalenka világelső, a 2024-es Australian Open és US Open, valamint két WTA-torna győztese
- Cori Gauff a 2024-ben az Australian Open és a Roland Garros elődöntőse, két WTA-torna győztese
- Jasmine Paolini 2024-ben a Roland Garros és Wimbledon döntőse, egy WTA1000-es torna győztese
- Jelena Ribakina 2024-ben a wimbledoni teniszbajnokság elődöntőse, két WTA 1000-es torna győztese
- Jessica Pegula a 2024-es US Open döntőse, két WTA-torna győztese
- Cseng Csin-ven 2024-ben olimpiai bajnok, az Australian Open döntőse, három WTA-torna győztese
- Barbora Krejčíková a 2024-es wimbledoni teniszbajnokság győztese.

### Egymás elleni eredmények
|   | Versenyző          | Szabalenka | Świątek | Gauff | Paolini | Ribakina | Pegula | Cseng | Krejčíková | Össz. | Idei eredm. |
| - | ------------------ | ---------- | ------- | ----- | ------- | -------- | ------ | ----- | ---------- | ----- | ----------- |
| 1 | Arina Szabalenka   |            | 4–8     | 4−4   | 2−2     | 6−3      | 6−2    | 4−0   | 6−1        | 32–20 | 54–12       |
| 2 | Iga Świątek        | 8−4        |         | 11−1  | 3–0     | 2−4      | 6–4    | 6−1   | 2−2        | 38–16 | 58–8        |
| 3 | Cori Gauff         | 4–4        | 1−11    |       | 2−0     | 1−0      | 1–4    | 1–0   | 0–1        | 10–20 | 50–16       |
| 4 | Jasmine Paolini    | 2−2        | 0–3     | 0−2   |         | 2−2      | 0–5    | 0−3   | 0−2        | 4–19  | 37–17       |
| 5 | Jelena Ribakina    | 3−6        | 4−2     | 0−1   | 2−2     |          | 1−3    | 2−0   | 0–3        | 12–17 | 41–9        |
| 6 | Jessica Pegula     | 2−6        | 4−6     | 4−1   | 5−0     | 3−1      |        | 1−0   | 1−1        | 20–15 | 39–14       |
| 7 | Cseng Csin-ven     | 0−4        | 1−6     | 0–1   | 3−0     | 0–2      | 0−1    |       | 1−0        | 5–14  | 47–16       |
| 8 | Barbora Krejčíková | 1−6        | 2–2     | 1−0   | 2−0     | 3−0      | 1–0    | 0–1   |            | 10–10 | 19–14       |

### Döntők
|  | Elődöntő | Elődöntő           | Elődöntő | Elődöntő       | Elődöntő |   |            | Döntő | Döntő | Döntő | Döntő | Döntő |  |
|  |          |                    |          |                |          |   |            |       |       |       |       |       |  |
|  | 1        | Arina Szabalenka   | 64       | 3              |          |   |            |       |       |       |       |       |  |
|  | 1        | Arina Szabalenka   | 64       | 3              |          |   |            |       |       |       |       |       |  |
|  | 3        | Cori Gauff         | 77       | 6              |          |   |            |       |       |       |       |       |  |
|  | 3        | Cori Gauff         | 77       | 6              |          | 3 | Cori Gauff | 3     | 6     | 7     |       |       |  |
|  |          |                    |          |                |          | 3 | Cori Gauff | 3     | 6     | 7     |       |       |  |
|  |          |                    | 7        | Cseng Csin-ven | 6        | 4 | 62         |       |       |       |       |       |  |
|  | 7        | Cseng Csin-ven     | 7        | Cseng Csin-ven | 6        | 4 | 62         | 6     | 7     |       |       |       |  |
|  | 7        | Cseng Csin-ven     |          |                |          |   |            |       |       |       |       |       |  |
|  | 8        | Barbora Krejčíková | 3        | 5              |          |   |            |       |       |       |       |       |  |

### Lila csoport
|   |                  | Szabalenka    | Paolini     | Ribakina         | Cseng            | Gy–V | Szett Gy–V | Játék Gy–V  | Helyezés |
| 1 | Arina Szabalenka |               | 6–3, 7–5    | 4–6, 6–3, 1–6    | 6–3, 6–4         | 2–1  | 5–2 (71%)  | 36–30 (55%) | 1.       |
| 4 | Jasmine Paolini  | 3–6, 5–7      |             | 7–6(5), 6–4      | 1–6, 1–6         | 1–2  | 2–4 (33%)  | 23–35 (40%) | 4.       |
| 5 | Jelena Ribakina  | 6–4, 3–6, 6–1 | 6–7(5), 4–6 |                  | 6–7(4), 6–3, 1–6 | 1–2  | 3–5 (38%)  | 38–40 (49%) | 3.       |
| 7 | Cseng Csin-ven   | 3–6, 4–6      | 6–1, 6–1    | 7–6(4), 3–6, 6–1 |                  | 2–1  | 4–3 (57%)  | 35–27 (56%) | 2.       |

### Narancs csoport
|   |                                 | Świątek               | Gauff             | Pegula Kaszatkina           | Krejčíková        | Gy–V    | Szett Gy–V        | Játék Gy–V            | Helyezés |
| 2 | Iga Świątek                     |                       | 3–6, 4–6          | 6–1, 6–0 (Kaszatkina) ellen | 4–6, 7–5, 6–2     | 2–1     | 4–3 (57%)         | 36–26 (58%)           | 3.       |
| 3 | Cori Gauff                      | 6–3, 6–4              |                   | 6–3, 6–2 (Pegula) ellen     | 5–7, 4–6          | 2–1     | 4–2 (67%%)        | 33–25 (57%)           | 2.       |
| 6 | Jessica Pegula Darja Kaszatkina | 1–6, 0–6 (Kaszatkina) | 3–6, 2–6 (Pegula) |                             | 3–6, 3–6 (Pegula) | 0–2 0–1 | 0–4 (0%) 0–2 (0%) | 11–24 (31%) 1–12 (8%) | X 4.     |
| 8 | Barbora Krejčíková              | 6–4, 5–7, 2–6         | 7–5, 6–4          | 6–3, 6–3 (Pegula) ellen     |                   | 2–1     | 5–2 (71%)         | 38–32 (54%)           | 1.       |

”Helyezések eldöntése: 1. győzelmek száma; 2. mérkőzések száma; 3. két játékos esetén egymás elleni eredmény; 4. három játékos esetén: (a) a szettgyőzelmek százalékos aránya (b) a játszmagyőzelmek százalékos aránya (c) WTA világranglista-helyezés.

## Párosok versenye

### Kvalifikációt szerzett párosok
| # | Versenyzők                            | Pont | Kvalifikáció dátuma |
| - | ------------------------------------- | ---- | ------------------- |
| 1 | Ljudmila Kicsenok Jeļena Ostapenko    | 5948 | szeptember 12.      |
| 2 | Hszie Su-vej Elise Mertens            | 5130 | szeptember 16.      |
| 3 | Gabriela Dabrowski Erin Routliffe     | 5425 | október 7.          |
| 4 | Sara Errani Jasmine Paolini           | 5045 | október 7.          |
| 5 | Kateřina Siniaková Taylor Townsend    | 3221 | október 7.          |
| 6 | Caroline Dolehide Desirae Krawczyk    | 4363 | október 14.         |
| 7 | Csan Hao-csing Veronyika Kugyermetova | 3818 | október 18.         |
| 8 | Nicole Melichar-Martinez Ellen Perez  | 4020 | október 18.         |

A Ljudmila Kicsenok–Jeļena Ostapenko ukrán-lett kettős 2024-ben 3 tornagyőzelmet ért el, emellett 1 döntőbe jutottak be, 1 elődöntőt és 5 negyeddöntőt játszottak. Megnyerték a US Opent, első helyet szereztek Eastbourne-ben és Brisbane-ben. Döntőt játszottak az Australian Openen és elődöntősök voltak Adelaide-ben. Negyeddöntőt játszották Wimbledonban, WTA 1000-es tornán Dubajban, Indian Wellsben, Madridban és Rómában.
A Gabriela Dabrowski–Erin Routliffe kanadai–új-zélandi páros 2024-ben 1 győzelmet, szerzett, ezen kívül 4 döntőbe jutott be, 3 elődöntőt és 2 negyeddöntőt játszottak. Megnyerték a Nottingham Opent, döntőt játszottak Wimbledonban, WTA1000-es tornán Miamiben és a Canadian Openen, valamint Eastbourne-ben. Elődöntősök voltak az Australian Openen, WTA 1000-es tornán Dubajban, valamint Tokióban. Negyeddöntőig jutottak a US Openen és a WTA1000-es tornán Vuhanban.
A Hszie Su-vej–Elise Mertens tajvani-belga páros 2024. évi eredménye 3 győzelem, 2 elődöntő és 3 negyeddöntő. Győztek az Australian Openen, a WTA 1000-es Indian Wells Open tornán, valamint Birminghamben. Elődöntősök voltak Wimbledonban és a WTA 1000-es madridi tornán, és negyeddöntősök WTA 1000-es tornán Miamiban, Rómában és Dohában.
A Sara Errani–Jasmine Paolini olasz páros 2024-ben 4 tornagyőzelmet szerzett, 1 döntőben játszottak, 1 elődöntős és 1 negyeddöntős eredményük volt. Megnyerték az olimpiát, WTA 1000-es tornán győztek Rómában és Pekingben, valamint elsők lettek Linzben. Döntőt játszottak a Roland Garroson, elődöntősök voltak WTA 1000-es tornán Miamiben és Cincinnatiban.
A Caroline Dolehide–Desirae Krawczyk amerikai páros 2024-ben 1 tornagyőzelmet aratott, mellette 1 döntőt játszott, 3 alkalommal volt elődöntős és 2 alkalommal negyeddöntős. Győzelmet arattak a WTA1000-es Canadian Openen, döntőt játszottak WTA1000-es tornán Dohában, elődöntősök voltak Wimbledonban, a Roland Garroson és a WTA1000-es római tornán. A negyeddöntőig jutottak a WTA 1000-es madridi tornán, valamint Abu Dzabiban.
A Nicole Melichar-Martinez–Ellen Perez amerikai–ausztrál páros 2 győzelmet szerzett, 3 döntőt játszottak, emellett 2 alkalommal elődöntősök és kétszer negyeddöntősök voltak. Győztek San Diegóban és a Bad Homburg Openen, döntősök voltak Dubajban, Linzben és Ningpóban, elődöntősök a WTA1000-es tornán Indian Wellsben, valamint Charlestonban, negyeddöntőig jutottak a US Openen és a WTA1000-es Wuhan Openen.
A Csan Hao-csing–Veronyika Kugyermetova tajvani–orosz kettős 1 tornagyőzelmet szerzett, 3 alkalommal játszott döntőt, 2 elődöntőbe és 2 negyeddöntőbe jutott be. Győzelmet arattak Stuttgartban, döntőt játszottak a WTA1000-tornán Pekingben, valamint Berlinben és Bad Homburgban, elődöntősök voltak a US Openen és Szöulban, negyeddöntősök Vuhanban és Charlestonban.
A Kateřina Siniaková–Taylor Townsend cseh-amerikai páros egy győzelmet szerzett, 1 elődöntős és 2 negyeddöntős eredményük volt. Győztek Wimbledonban, elődöntősök voltak a US Openen, negyeddöntőt játszottak a WTA1000-es római és Cincinnati tornán. A világranglistán a 9. helyen álltak, de mint Grand Slam-tornagyőztesek, meghívást kaptak a tornára.
A tartalék párosok: a Sofia Kenin–Bethanie Mattek-Sands amerikai, valamint a Demi Schuurs–Luisa Stefani holland-brazil kettős.
- Ljudmila Kicsenok
- Jeļena Ostapenko
- Hszie Su-vej
- Elise Mertens
- Gabriela Dabrowski
- Erin Routliffe
- Sara Errani
- Jasmine Paolini
- Kateřina Siniaková
- Taylor Townsend
- Caroline Dolehide
- Desirae Krawczyk
- Csan Hao-csing
- Veronyika Kugyermetova
- Nicole Melichar-Martinez
- Ellen Perez

### A párosok egymás elleni eredményei
|   | Versenyző                             | Kicsenok Ostapenko | Dabrowski Routliffe | Hszie Mertens | Errani Paolini | Dolehide Krawczyk | Melichar Ellen Perez | Csan Kugyermetova | Townsend Siniaková | Össz. |
| - | ------------------------------------- | ------------------ | ------------------- | ------------- | -------------- | ----------------- | -------------------- | ----------------- | ------------------ | ----- |
| 1 | Ljudmila Kicsenok Jeļena Ostapenko    |                    | 2–1                 | 0–2           | 0–1            | 0–0               | 2–2                  | 1–0               | 0–1                | 5–7   |
| 2 | Gabriela Dabrowski Erin Routliffe     | 1–2                |                     | 0–0           | 0–0            | 1–1               | 0–1                  | 0–1               | 0–1                | 2–6   |
| 3 | Hszie Su-vej Elise Mertens            | 2–0                | 0–0                 |               | 1–0            | 0–0               | 1–0                  | 0–0               | 0–1                | 4–1   |
| 4 | Sara Errani Jasmine Paolini           | 1–0                | 0–0                 | 0–1           |                | 1–0               | 2–0                  | 1–0               | 0–0                | 5–1   |
| 5 | Caroline Dolehide Desirae Krawczyk    | 0–0                | 1–1                 | 0–0           | 0–1            |                   | 1–0                  | 1–0               | 0–0                | 3–2   |
| 6 | Nicole Melichar-Martínez Ellen Perez  | 2–2                | 1–0                 | 0–1           | 0–2            | 0–1               |                      | 1–1               | 0–0                | 4–7   |
| 7 | Csan Hao-csing Veronyika Kugyermetova | 0–1                | 1–0                 | 0–0           | 0–1            | 0–1               | 1–1                  |                   | 0–0                | 2–4   |
| 8 | Taylor Townsend Kateřina Siniaková    | 1–0                | 1–0                 | 1–0           | 0–0            | 0–0               | 0–0                  | 0–0               |                    | 3–0   |

### Döntők
|  | Elődöntő | Elődöntő                              | Elődöntő | Elődöntő                          | Elődöntő |   |                                    | Döntő | Döntő | Döntő | Döntő | Döntő |  |
|  |          |                                       |          |                                   |          |   |                                    |       |       |       |       |       |  |
|  | 8        | Kateřina Siniaková Taylor Townsend    | 6        | 7                                 |          |   |                                    |       |       |       |       |       |  |
|  | 8        | Kateřina Siniaková Taylor Townsend    | 6        | 7                                 |          |   |                                    |       |       |       |       |       |  |
|  | 7        | Csan Hao-csing Veronyika Kugyermetova | 0        | 65                                |          |   |                                    |       |       |       |       |       |  |
|  | 7        | Csan Hao-csing Veronyika Kugyermetova | 0        | 65                                |          | 8 | Kateřina Siniaková Taylor Townsend | 5     | 3     |       |       |       |  |
|  |          |                                       |          |                                   |          | 8 | Kateřina Siniaková Taylor Townsend | 5     | 3     |       |       |       |  |
|  |          |                                       | 2        | Gabriela Dabrowski Erin Routliffe | 7        | 6 |                                    |       |       |       |       |       |  |
|  | 6        | Nicole Melichar-Martinez Ellen Perez  | 2        | Gabriela Dabrowski Erin Routliffe | 7        | 6 | 67                                 | 1     |       |       |       |       |  |
|  | 6        | Nicole Melichar-Martinez Ellen Perez  |          |                                   |          |   |                                    |       |       |       |       |       |  |
|  | 2        | Gabriela Dabrowski Erin Routliffe     | 79       | 6                                 |          |   |                                    |       |       |       |       |       |  |

### Páros verseny csoportmérkőzések

#### Zöld csoport
|   |                                      | Kicsenok Ostapenko | Hszie Mertens    | Melichar-Martinez Perez | Siniaková Townsend | Gy–V | Szett Gy–V | Játék Gy–V  | Helyezés |
| 1 | Ljudmila Kicsenok Jeļena Ostapenko   |                    | 1–6, 3–6         | 1–6, 3–6                | 6–3, 3–6, [9–11]   | 0–3  | 1–6 (14%)  | 17–34 (33%) | 4.       |
| 3 | Hszie Su-vej Elise Mertens           | 6–1, 6–3           |                  | 6–1, 1–6, [6–10]        | 6–3, 3–6, [8–10]   | 1–2  | 4–4 (50%)  | 28–22 (56%) | 3.       |
| 6 | Nicole Melichar-Martinez Ellen Perez | 6–1, 6–3           | 1–6, 6–1, [10–6] |                         | 2–6, 2–6           | 2–1  | 4–3 (57%)  | 24–23 (51%) | 2.       |
| 8 | Kateřina Siniaková Taylor Townsend   | 3–6, 6–3, [11–9]   | 3–6, 6–3, [10–8] | 6–2, 6–2                |                    | 3–0  | 6–2 (75%)  | 32–22 (59%) | 1.       |

#### Fehér csoport
|   |                                       | Dabrowski Routliffe | Errani Paolini      | Dolehide Krawczyk | Csan Kugyermetova   | Gy–V | Szett Gy–V | Játék Gy–V  | Helyezés |
| 2 | Gabriela Dabrowski Erin Routliffe     |                     | 1–6, 7–6(1), [11–9] | 4–6, 6–3, [10–6]  | 7–6(6), 6–4         | 3–0  | 6–2 (75%)  | 33–31 (52%) | 1.       |
| 4 | Sara Errani Jasmine Paolini           | 6–1, 6–7(1), [9–11] |                     | 1–6, 6–1, [10–4]  | 6–3, 6–7(3), [9–11] | 1–2  | 4–5 (44%)  | 32–27 (54%) | 3.       |
| 5 | Caroline Dolehide Desirae Krawczyk    | 6–4, 3–6, [6–10]    | 6–1, 1–6, [4–10]    |                   | 6–3, 3–6, [7–10]    | 0–3  | 3–6 (33%)  | 25–29 (46%) | 4.       |
| 7 | Csan Hao-csing Veronyika Kugyermetova | 6–7(6), 4–6         | 3–6, 7–6(3), [11–9] | 3–6, 6–3, [10–7]  |                     | 2–1  | 4–4 (50%)  | 31–34 (48%) | 2.       |

## Kapcsolódó szócikk
- 2024-es WTA-szezon